# Syngonanthus aquaticus
Syngonanthus aquaticus är en gräsväxtart som beskrevs av Silveira. Syngonanthus aquaticus ingår i släktet Syngonanthus och familjen Eriocaulaceae. Inga underarter finns listade i Catalogue of Life.